# 哈皮傑克 (路易斯安那州)
迪亞蒙（英語：Diamond）是位於美國路易斯安那州普拉克明茲堂區的一個非建制地區。

## 地理
迪亞蒙所處的海拔為高於海平面0米（即0英呎），而該地所採用的時區為UTC-6，即北美中部時區（CST）。同時該地設有夏令時間，為UTC-6調快一小時，即UTC-5（CDT）。